# Tarragona SPiSP
Tarragona SPiSP – hiszpański męski klub siatkarski z Tarragony (Katalonia). Założony został w 1977 roku. Obecnie występuje w najwyższej klasie rozgrywek klubowych w Hiszpanii.

## Rozgrywki krajowe
| Sezon     | Rozgrywki        | Osiągnięcie          |
| --------- | ---------------- | -------------------- |
| 1996/1997 | Superliga        | 9. miejsce           |
| 1997/1998 | Superliga        | 8. miejsce           |
| 1998/1999 | Superliga        | 7. miejsce           |
| 1999/2000 | Superliga        | 4. miejsce           |
| 2000/2001 | Superliga        | 11. miejsce          |
| 2001/2002 | Superliga        | 13. miejsce          |
| 2002/2003 | Liga FEV         |                      |
| 2003/2004 | Superliga        | 7. miejsce           |
| 2004/2005 | Superliga        | 7. miejsce           |
| 2005/2006 | Superliga        | 13. miejsce          |
| 2006/2007 | Liga FEV         | 1. miejsce           |
| 2007/2008 | Superliga        | 9. miejsce           |
| 2008/2009 | Superliga        | 5. miejsce           |
| 2009/2010 | Superliga        | 3. miejsce           |
| 2010/2011 | Superliga        | 7. miejsce           |
| 2011/2012 |                  |                      |
| 2012/2013 | Primera División | 2. miejsce           |
| 2013/2014 | Primera División | 5. miejsce (grupa B) |
| 2014/2015 |                  |                      |
| 2015/2016 | Primera División | 4. miejsce           |
| 2016/2017 | Superliga 2      | 2. miejsce           |
| 2017/2018 | Superliga        |                      |

Poziom rozgrywek:
     pierwszy poziom
     drugi poziom
     trzeci poziom

## Rozgrywki międzynarodowe
- Puchar CEV 2000/2001 - faza grupowa

## Kadra w sezonie 2009/2010
| Nr | Imię i nazwisko      | Data ur. | Wzrost | Pozycja              |
| -- | -------------------- | -------- | ------ | -------------------- |
| 1  | Vladimir Stevovski   | 1977     | 186    | rozgrywający         |
| 2  | Gustavo Saucedo      | 1978     | 199    | atakujący            |
| 4  | Aleksandar Stevovski | 1976     | 184    | przyjmujący          |
| 5  | Iñaki Bescos         | 1976     | 180    | libero               |
| 6  | Abel Bernal          | 1981     | 197    | środkowy             |
| 7  | Javier Alcaraz       | 1986     | 190    | przyjmujący          |
| 9  | Gregory Bordas       | 1989     | 198    | atakujący            |
| 10 | Adolfo Chaso         | 1983     | 198    | przyjmujący          |
| 11 | Didac Jiménez        | 1984     | 176    | libero               |
| 12 | Carlos Mora          | 1990     | 195    | rozgrywający         |
| 13 | André de Oliveira    | 1978     | 199    | środkowy             |
| 15 | Manuel Berlanga      | 1984     | 196    | środkowy/atakujący   |
| 16 | Xavier Mora          | 1986     | 191    | przyjmujący/środkowy |